# Стуруман
Стуруман (швед. Storuman) — озеро у центральній Швеції, у Лапландії. Площа — 173 км², середня глибина — 25,6 м, максимальна глибина — 122,5 м, об'єм — 4,185 км³. За об'ємом озеро Стуруман займає десяте місце серед озер Швеції. Розташоване на висоті 351,5 м над рівнем моря. Через озеро протікає річка Умеельвен, що впадає у Ботнічну затоку Балтійського моря.  
На озері побудовано гідроелектростанцію "Умлуспен" біля міста Стуруман. 